# Franklin Henry Hooper
Franklin Henry Hooper (Worcester, Massachusetts, 28 de janeiro de 1862 - Bedford Hills, New York, 14 de agosto de 1940) foi um editor americano. Ele e seu irmão mais velho, Horace Everett Hooper, foram editores da Enciclopédia Britânica. De 1932 a 1938 ocupou o cargo de editor-chefe.